# Angelina Grün
Pour les articles homonymes, voir Grün.
Angelina Grün est une ancienne joueuse allemande de volley-ball née le 2 décembre 1979 à Douchanbé (URSS). Elle mesure 1,85 m et jouait au poste de réceptionneuse-attaquante. Elle a totalisé 297 sélections en équipe d'Allemagne. 

## Biographie
Elle est mariée au joueur de volley-ball Stefan Hübner.

## Clubs
| Club                    | De        | À         |
| ----------------------- | --------- | --------- |
| VC Essen-Borbeck        | 1990-1992 | 1995-1996 |
| USC Münster             | 1996-1997 | 2000-2001 |
| Volley Modena           | 2001-2002 | 2002-2003 |
| Volley Bergamo          | 2003-2004 | 2007-2008 |
| VB Güneş Sigorta        | 2008-2009 | 2008-2009 |
| Alemannia Aachen        | 2011-2011 | 2011-2011 |
| Dinamo Moscou           | 2011-2012 | 2011-2012 |
| Rabita Bakou            | 2012-2013 | 2012-2013 |
| SG Marmagen-Nettersheim | 2014-2015 | 2015-2016 |

## Palmarès

### Équipe nationale
- Championnat d'Europe
  - Finaliste :  2011

### Clubs
- Ligue des champions (2)
  - Vainqueur : 2005, 2007.
  - Finaliste : 2013.
- Coupe de la CEV (2)
  - Vainqueur : 2002, 2004
- Championnat d'Italie (2)
  - Vainqueur : 2004, 2006
  - Finaliste : 2005.
- Championnat d'Allemagne (1)
  - Vainqueur : 1997.
  - Finaliste : 1998, 2000, 2001.
- Coppa Italia (3)
  - Vainqueur : 2002, 2006, 2008.
  - Finaliste : 2004, 2005.
- Coupe d'Allemagne (2)
  - Vainqueur : 1997, 2000.
- Supercoupe d'Italie (2)
  - Vainqueur : 2002, 2004.
  - Finaliste : 2005.
- Championnat de Turquie
  - Finaliste : 2009.
- Coupe de Russie (1)
  - Vainqueur : 2011.
- Championnat de Russie
  - Finaliste : 2012.
- Championnat du monde des clubs
  - Finaliste : 2012.
- Championnat d'Azerbaïdjan (1)
  - Vainqueur : 2013.

### Distinctions individuelles
- Ligue des champions de volley-ball féminin 2005-2006: Meilleure serveuse.
- Ligue des champions de volley-ball féminin 2006-2007: MVP[2].
- Championnat d'Europe de volley-ball féminin 2011: Meilleure réceptionneuse.
- Championnat du monde des clubs de volley-ball féminin 2012: Meilleure serveuse[3].